# Vangueria cinerascens
Vangueria cinerascens är en måreväxtart som först beskrevs av Friedrich Welwitsch och William Philip Hiern, och fick sitt nu gällande namn av Henrik Lantz. Vangueria cinerascens ingår i släktet Vangueria och familjen måreväxter.

## Underarter
Arten delas in i följande underarter:
- V. c. cinerascens
- V. c. inaequalis
- V. c. laeta
- V. c. laevior
- V. c. richardsiae